# Silk Road
Silk Road (з англ. шовковий шлях) — анонімний Інтернет-магазин який перебував у доменній зоні .onion анонімної мережі Tor. Більшість товарів, виставлених на сайті, були наркотичними речовинами.

## Silk Road

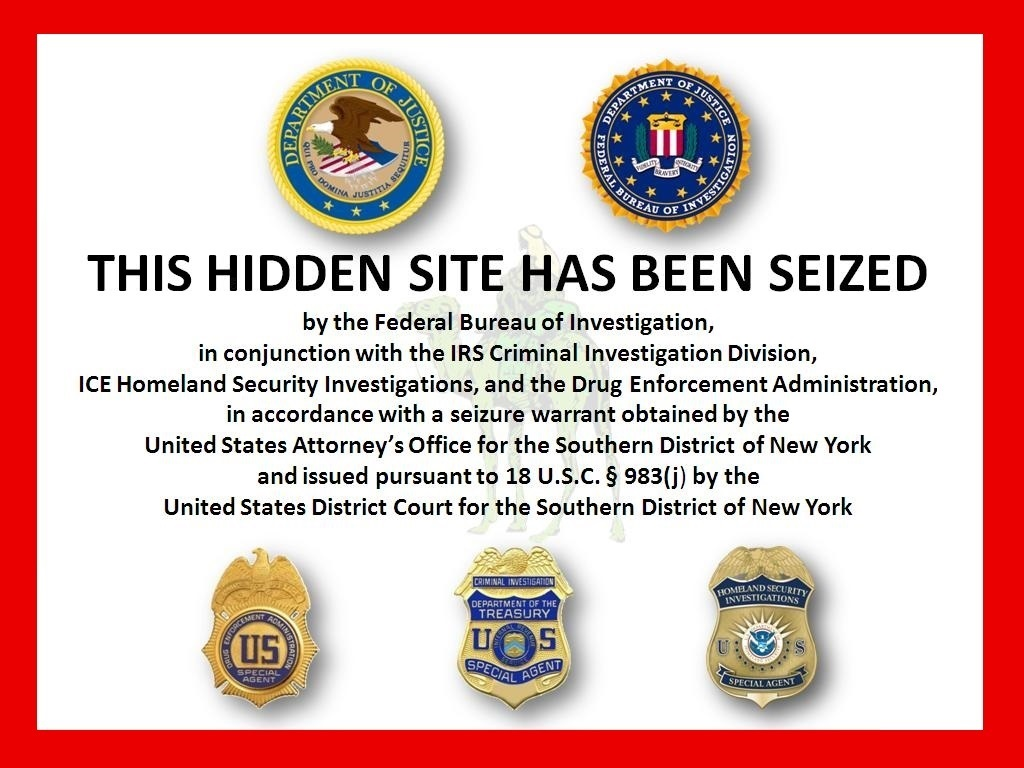
Зображення розміщене ФБР на оригінальному вебсайті Silk Road, після накладення арешту на майно Ульбрихта

Вебсайт був запущений у лютому 2011 року, а робота над його створенням почалася 6 місяців до того. Silk Road було названо на честь історичного Великого шовкового шляху, який утворився в епоху династії Хань (206 р до н. е. — 220 р н. е.) між Європою, Індією, Китаєм та багатьма іншими країнами Євразійського континенту.
Спочатку, на вебсайті була обмежена кількість доступних аккаунтів продавця, такі аккаунти продавались через аукціон. Пізніше обмеження було зняте, фіксована плата стягувалася за кожний новий аккаунт продавця.
В червні 2011 Gawker написав статтю про сайт, що значно збільшило кількість посилань та трафік на сайт. Сенатор США Чак Шумер попросив федеральні правоохоронні органи закрити його
Станом на березень 2013 року, в онлайн-магазині було розміщено близько 10 тис. товарів для продажу, 70% з яких були наркотиками. Того ж року ФБР заблокувало вебсайт, та заарештувало власника ресурсу, відомого під псевдонімом англ. Dread Pirate Roberts, ним виявився Росс Вільям Ульбрихт (англ. Ross William Ulbricht).

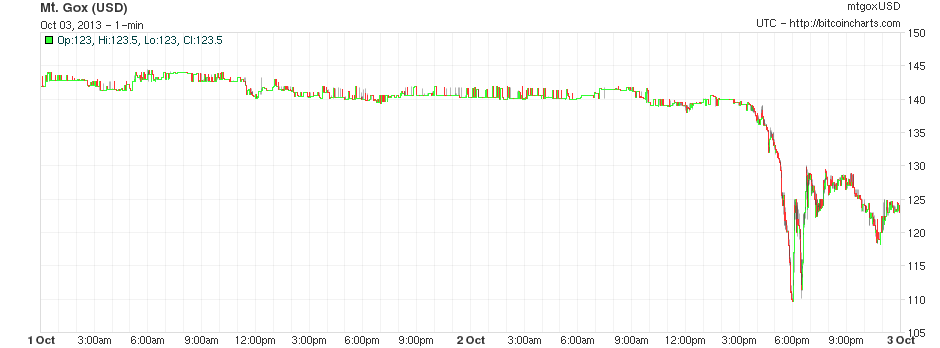
Реакція ринку Bitcoin на арешт Ульбрихта

### Продажі
Згідно аналізу даних за період з 3 лютого 2012 по 24 липня 2012 року, зібраних Ніколасом Крістіном з університету Карнегі-Меллона, щорічно через «Шовковий шлях» проходило транзакцій на суму, приблизно 15 млн доларів. Рік по тому, автор дослідження, зізнався у інтерв'ю, що його не дивує значне збільшення обсягу транзакцій на «десь між 30 млн і 45 млн доларів щорічно».
Розрахунок за придбаний товар здійснювався за допомогою криптовалюти Bitcoin, яка забезпечує високий ступінь анонімності.

### Арешт
2 жовтня 2013 року, Росс Вільям Ульбріхт, який за твердженням ФБР був власником Silk Road (під псевдонімом англ. «Dread Pirate Roberts»), був заарештований у Сан-Франциско. 4 жовтня того ж року Ульбріхт постав у федеральному суді Сан-Франциско і заперечив усі звинувачення, після чого засідання було перенесено на 9 жовтня. 15 жовтня, на прохання адвоката Ульбріхта, суд було відкладено до січня 2015.
Після закриття ресурсу, ФБР вилучило 26 тисяч BTC валюти з рахунків, пов'язаних із Silk Road, ця сума була еквівалентною приблизно 3,6 млн доларів на той час. У інтерв'ю представник ФБР заявив, що вони будуть зберігати вилучені біткойни, поки судовий процес не закінчиться, а після цього, вони їх ліквідують. Пізніше, у жовтні 2013 року, ФБР повідомило, що вони захопили 144000 BTC вартістю 28,5 млн доларів, які за їх твердженням, належали Ульбріхту. У червні 2014 року частина заарештованої валюти була продана з аукціону Службою маршалів США, яка підпорядковується Міністерству юстиції США. У зв'язку з продажем, і великим інтересом до події, ціна одного BTC зросла на 7%. Другий аукціон відбувся в грудні 2014 року, і майже не вплинув на ринкову ціну валюти.

## Silk Road 2.0
6 листопада 2013 року в Інтернеті з'явився Silk Road 2.0, створений колишніми адміністраторами Silk Road. Рік по тому, у річницю запуску вебсайту (6 листопада 2014), ресурс також був заблокований ФБР, а ймовірного оператора заарештували. За повідомленням, 26-річного Блейка Бенталла, колишнього працівника відомої компанії SpaceX, також звинуватили у низці інших злочинів — контрабанда наркотиків, комп'ютерне хакерство, контрабанда підроблених документів і відмивання грошей. У разі визнання Бенталла винним, йому може загрожувати довічне ув'язнення.
Онлайн магазин Silk Road 2.0 був найвідомішим із сотень, які застосовували мережу шифрування «Tor» для нелегальної діяльності. За повідомленнями, станом на вересень завдяки сайтові було продано товару на 8 мільйонів доларів, і на час закриття на ньому було понад 13 тисяч пропозицій купити заборонені речовини.

## Пов'язані факти
Найбільші інвестори у Bitcoin брати Вінклвосси, які планують запуск Winkelvoss Bitcoin Trust у США після отримання дозволу, пов'язують зростання курсу біткойнів (станом на 22 січня 2014 року в 8 разів) після закриття Silk Road з тим, що Bitcoin перестав асоціюватися з тіньовим ринком. Кемерон Вінкельвосс у своєму онлайн-інтерв'ю користувачам Reddit, дав оцінку обороту Silk Road в біткойн-економіці: на його думку вона становила 4%.

### Схожі вебсайти
- Розташований в мережі Tor, The Farmer's Market також продавав наркотичні речовини[19]. Проте головними елементами розрахунку використовувалась електронна валюта PayPal та грошові перекази Western Union, що дозволило правоохоронним органам відстежити платежі й закрити ресурс 2012 року[20][21].
- Sheep Marketplace закрився, за словами його адміністраторів, після того як один із дилерів знайшов помилку в системі, і використав її для крадіжки 5400 BTC[22].
- У жовтні 2013 року, Black Market Reloaded, за повідомленням його адміністраторів, був закритий тимчасово після того як вихідний код вебсайту з'явився в інтернеті[15].
- Схожі до Silk Road вебсайти — Atlantis та Project Black Flag були закриті їх власниками 2013 року після арешту Росса Ульбрихта. Користувачі цих ресурсів втратили свої кошти[15].